# Тренквалдер
„Тренквалдер“ ЕООД е българско предприятие за предоставяне на работна сила за временна заетост със седалище в София, част от австрийската „Тренквалдер Груп“.
Към 2018 година то има обем на продажбите 25,9 млн. лева, като по това време е най-голямото предприятие в страната в сектора на временната заетост и има около 1500 служители. Създадено е през 2007 година като част от кампанията на „Тренквалдер Груп“ за създаване на клонове в Югоизточна Европа.